# Alboka

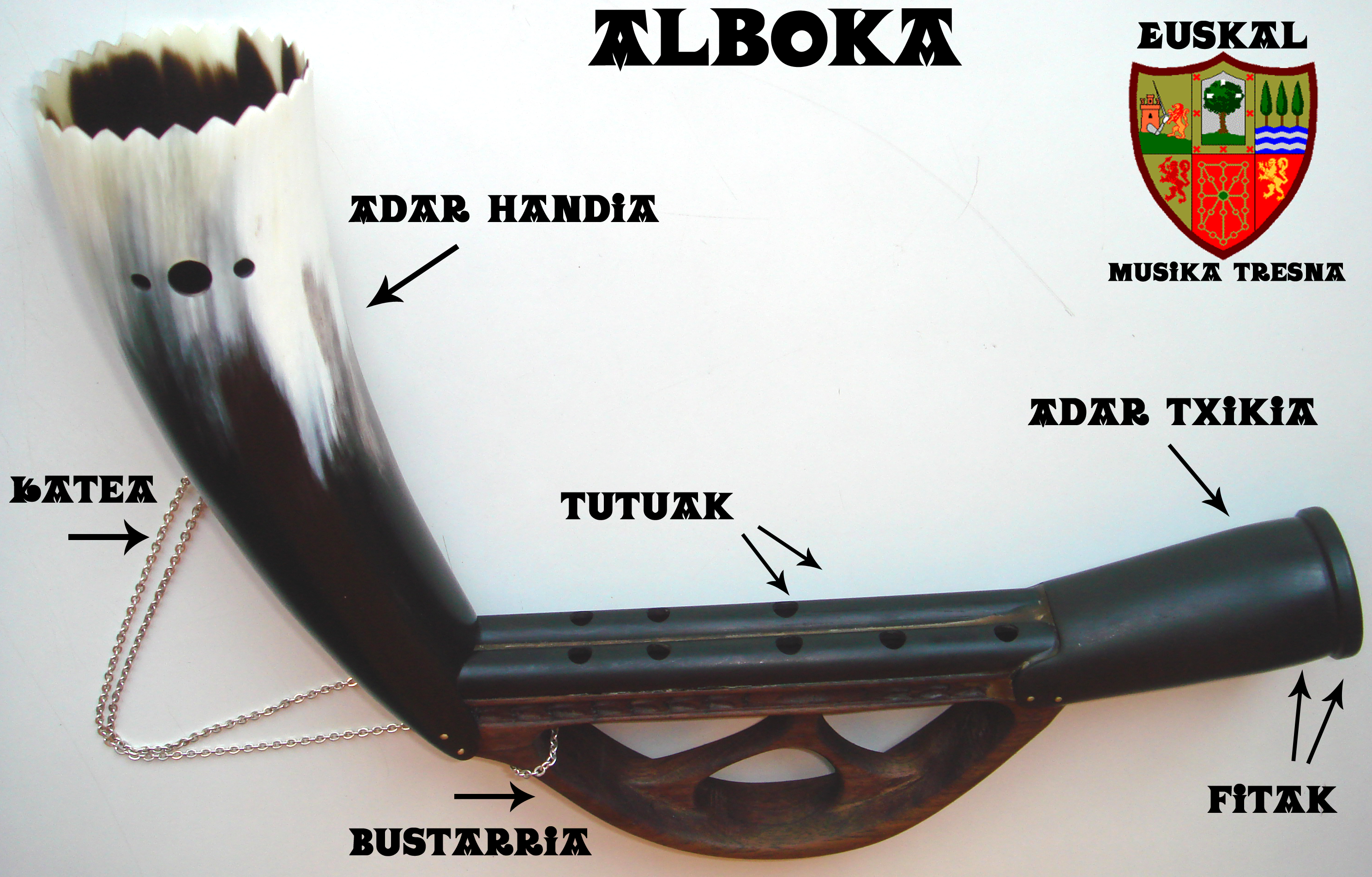
Una alboka moderna feta per Osses

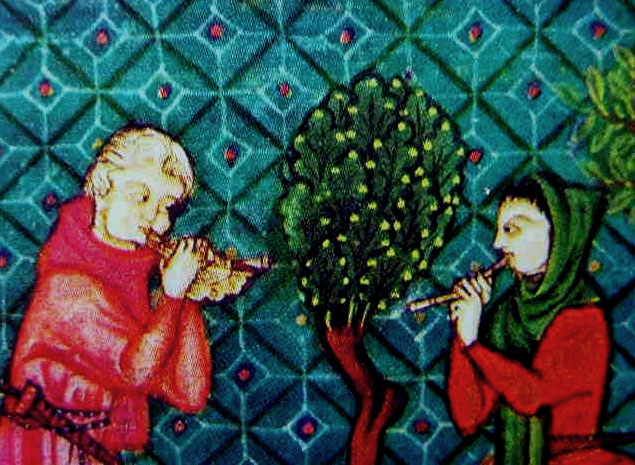
Gravat medieval de l'Alboka

L'alboka és un instrument musical semblant a una xirimia doble o clarinet, propi de la música del País Basc. Encara que l'alboka és un instrument de vent, el nom deriva de l'àrab "al-Buq" (البوق), que literalment significa "la trompeta" o "la banya". Tot i que és de llarg identificat amb el poble basc, segons alguns estudiosos musicòlegs l'instrument va ser originalment nadiu d'Àsia i va poder haver estat portat a Ibèria per la conquesta omeia d'Hispània. Ja era establert a la península Ibèrica cap al segle xiii, se n'esmenta el nom al "Poema d'Alexandre" i hi ha representacions de l'instrument com a decoració d'algunes esglésies medievals escultòriques. Entre els últims músics de l'instrument, els albokaris, hi ha: Ibon Koteron i Alan Griffin, un irlandès membre del grup de música basc que porta el nom de l'instrument. En algunes contrades de la Serra de Guadarrama fins a la dècada de 1940 es va tocar la denominada gaita serrana, de la família de les alboques.

## Discografia
- Alboka (grup musical) Lorius
- Bidaia Oihan